# Cadenet (trovatore)
Cadenet (1160 circa – 1235 circa) è stato un trovatore provenzale che visse e operò alla corte di Raimondo VI di Tolosa e acquistò infine fama anche in Spagna.

## Biografia
Durante la sua infanzia, Raimondo V di Tolosa e Bertrando I di Forcalquier si trovarono a farsi guerra nella Vaucluse. Suo padre schierato dalla parte del conte di Forcalquier venne ucciso in battaglia e il castello di Cadenet distrutto. Il giovane nobile venne fatto prigioniero o preso in ostaggio e portato alla corte di Tolosa, dove divenne famoso con il nome del luogo di nascita (cadenet significa anche "ginepraio"; cade in occitano significa "ginepro"). Alla corte si distinse per le sue doti non comuni, favorito inoltre dal mecenatismo di molte famiglie importanti che avevano stretti legami con il movimento cataro. Nella sua vida del tardo secolo XIII leggiamo 
 Divenne un devoto dipendente del conte e della contessa di Tolosa.
Dopo la crociata e l'inquisizione, Cadenet trovò rifugio in Spagna (in Castiglia o Aragona, 1230 ca.), dove esercità la sua influenza sulla corte di Alfonso X di Castiglia. La cantiga di Alfonso, Virgen, madre gloriosa, adatta elementi metrici dell'alba di Cadenet. Avanti negli anni, dopo un'infelice storia d'amore con una suora novizia, le fonti sono incerte riguardo al fatto se egli entrasse nell'Ordine dei cavalieri Templari o nell'Ordine degli Ospitalieri. Sembra si trovasse al servizio dell'Ordine in Palestina, quando morì intorno al 1230, sebbene altre fonti lo collocano nell'istituto degli Ospitalieri a Orange nel 1239.

## Opera
Delle sue venticinque canzoni, ventuno (o ventitré) sono cansos, con un'alba, un partimen, una pastorela e un componimento dedicato alla rappresentazione religiosa. Delle sue melodie ce ne è pervenuta una.
Le sue cansos celebrano l'amicizia, l'amore e il vino, ma critica anche i signori feudali per il loro deplorevole comportamento. Approvava però pienamente i cosiddetti lauzengiers, coloro che spiano e origliano e che costringono gli amanti (a vedersi) sempre più in segreto. Ha scritto un sirventese in cui critica Raymond Roger Trencavel per le sue maniere inappropriate durante una visita alla corte del conte di Tolosa nel 1204. Questo sirventes è una fonte utile per capire la relazione tra Tolosa e il Trencavel alla vigilia della Crociata Albigese, dato che era scritta per un pubblico contemporaneo e si occupava di questioni personali. Cadenet scrisse una famosa prima alba, S'anc fu belha ni prezada, la cui musica (air) e testo si sono conservati. La musica è nello stile di un inno di oda continua. In alcuni dei suoi scritti, le moderne ricerche hanno creduto di vedervi l'influenza della dottrina catara. Il suo famoso Lo ben e lo mal (il bene e il male) palesa un profondo senso di colpa verso Dio e un desiderio di scambiare male e bene:
se il bene fosse male e il male, bene...
Così in colpa mi sento verso Dio
che credo io possa [solo] disperare.»

Altrove l'erudito Cadenet prende a prestito una metafora classica di Ovidio, quella del "barca d'amore che solca attraverso il maltempo", scrivendo 
 Cadenet altrovre impiega una simile metafora per paragonare una donna bella ma ritrosa a un fiore attraente che non produce frutti:
La prima edizione critica moderna dell'opera di Cadenet venne pubblicata da Carl Appel in tedesco con il titolo di Der Trobador Cadenet (Il trovatore Cadenet) nel 1920.
Cadenet viene menzionato anche nella Leandreride di Giovanni Girolamo Nadal

### Componimenti

#### Alba
- S'anc fui belha ni prezada

#### Cansos
- Ab leial cor et ab humil talan
- A! cu⋅m dona ric coratge[10]
- A home meilz non vai[11]
- Az ops d'una chanso faire[12]
- Ai, dousa flors ben olenz
- Aitals cum ieu seria
- Amors, e com er de me?
- Ans que⋅m jauzis d'amor
- Be volgra, s'esser pogues[13] [Canzone religiosa]
- Camjada s'es m'aventura
- De nuilla re non es tant grans cartatz[14]
- Meravilh me de tot fin amador
- No sai qual cosselh mi prenda
- Oimais m'auretz avinen
- Plus que la naus qu'es en la mar prionda
- Pos jois mi met en via
- S'ieu ar endevenia
- S'ieu ueimais deserenan
- S'ieu pogues ma voluntat
- S'ie⋅us essai ad amar
- Tals renha dezavinen

#### Partimen
- Cadenet, pros dona e gaia

#### Pastorela
- L'autrier, lonc un bosc fullos

#### Sirventes
- S'ieu trobava mon compair' en Blacatz

#### Componimenti contesi ad altri trovatori
- Aissi cum cel c'am' e non es amaz (Arnaut de Mareuil)
- Ara pot madomna saber (Monge de Montaudon)
- Longa sazon ai estat vas amor (Jordan de l'Isla de Venessi)
- Si tot s'es ma domn' esquiva (Raimon de Miraval)
- Tant sui ferms e fis vas Amor (Gaucelm Faidit)
- Totz hom qui ben comensa e ben fenis (Guillem Figueira)